# Be My Last
「Be My Last」（ビー マイ ラスト）は、2005年9月28日にリリースされた、宇多田ヒカルの14thシングル。

## 概要
- 宇多田ヒカル名義のシングルとしてはおよそ1年5ヶ月ぶりのシングルである。『EXODUS』を作り終えてまもなく曲を書き始めていたという。
- CDのみ、CD+DVDの2種類で発売。この形態での発売は今作品が初めてである。
- 2005年10月公開の映画「春の雪」の主題歌として使用された。映画主題歌として起用されるのは前作「誰かの願いが叶うころ」に続いて自身2度目となる。
- PVとジャケットはチェコのプラハで撮影された。なお、PV中で宇多田をはねた車は、チェコの自動車メーカー（現在は乗用車製造から撤退している）タトラ製の「603」という車種である。
- 2005年11月11日放送の『ミュージックステーション』にて、伴奏にチェロのみを起用したスペシャルバージョンが披露された。また、このチェロのみのバージョンは後の『UTADA UNITED 2006』においても披露された。
- ギターがメインの伴奏が特徴である。アレンジにキーボードが全く使われていない楽曲はこの曲のみ。

## 収録曲

### CD
作詞・作曲・編曲：宇多田ヒカル
1. Be My Last(4:32)

### DVD
1. Be My Last(ミュージックビデオ)